# André Flahaut

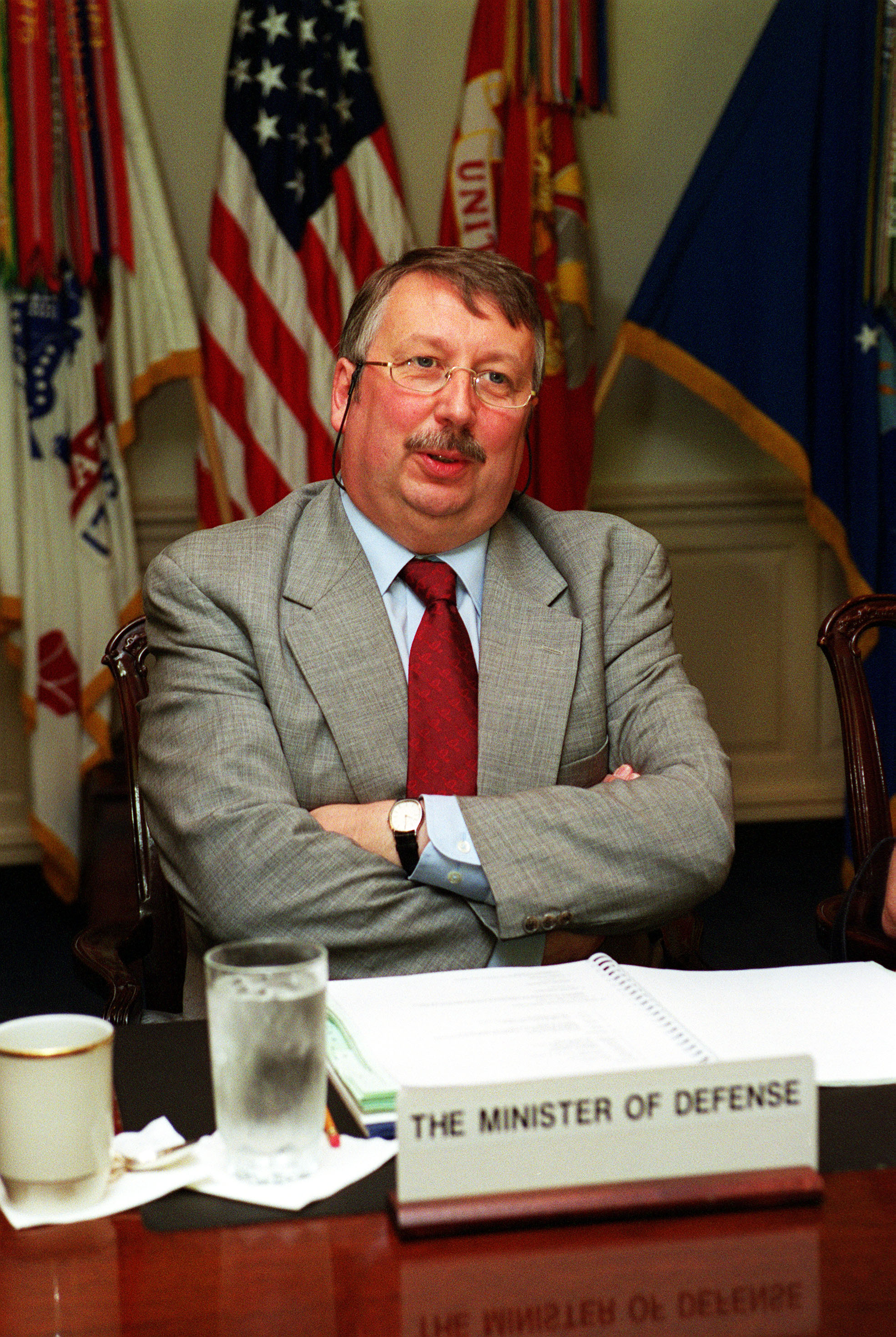
André Flahaut

André Flahaut (* 18. August 1955 in Walhain) ist ein belgischer Politiker der Parti Socialiste (PS). Flahaut bekleidete von 1995 bis 2007 durchgehend ein Ministeramt auf föderaler Ebene, davon acht Jahre als Verteidigungsminister. Von 2010 bis 2014 war er Präsident der Abgeordnetenkammer und ist seitdem Minister in der Regierung der Französischen Gemeinschaft. Auch auf lokaler Ebene ist er seit vielen Jahren als Kommunalpolitiker aktiv. Flahaut war zudem Vize-Präsident der PS.

## Leben
André Flahaut, Inhaber einer Lizenz in Politik- und Verwaltungswissenschaften (Université Libre de Bruxelles, ULB), ist seit 1973 in der PS aktiv. Seine ersten Schritte auf dem politischen Parkett machte er als Gemeinderatsmitglied in seiner Heimatgemeinde Walhain und später als Provinzialrat der Provinz Brabant.
Im Jahr 1995 wurde Flahaut zum föderalen Minister für das öffentliche Amt in der Regierung Dehaene II unter Jean-Luc Dehaene (CVP) benannt. Als die Sozialisten ab 1999 eine Koalition mit den Liberalen (und zuerst auch mit den Grünen) unter Premierminister Guy Verhofstadt (VLD) eingingen, wurde André Flahaut schließlich mit dem Amt des Verteidigungsministers betraut, das er über acht Jahre innehatte. In dieser Zeit beabsichtigte er, die Armee von einer Kampftruppe hin zu einer Truppe für humanitäre Interventionen zu reformieren. Er sprach sich zudem gegen den Irakkrieg im Jahr 2003 aus und sorgte für gespannte Beziehungen zwischen Washington und Brüssel, als er öffentlich verlauten ließ, dass „wenn er ein Amerikaner wäre, er für die Demokraten stimmen würde“. Im Jahr 2007 wurde er von Pieter De Crem (CD&V) aus seinem Amt verdrängt und musste seitdem als einfacher Abgeordneter tagen. Gerade die Tatsache, dass De Crem – einer seiner heftigsten Kritiker, als dieser noch in der Opposition saß – Verteidigungsminister wurde, brachte André Flahaut dazu, weiterhin als „Schatten-Verteidigungsminister“ (angelehnt an die Tradition des Schattenkabinetts) zu agieren und, obwohl er in der Mehrheit tagte, regelmäßig den amtierenden Verteidigungsminister zu attackieren. Flahaut bezeichnete De Crem sogar als „bescheuert“ (frz. „con“).
Am 20. Juli 2010 wurde Flahaut zum Präsidenten der Abgeordnetenkammer gewählt und löste somit Patrick Dewael (Open VLD) von diesem Amt ab. Dieses Amt hatte er bis zum 30. Juni 2014 inne: Nach den Föderalwahlen von 2014, bei der die PS leichte Verluste einfuhr, wurde erneut Patrick Dewael zum Präsidenten der Abgeordnetenkammer gewählt. Flahaut bekleidet seitdem das Amt des Ministers für den Haushalt, den Öffentlichen Dienst und die Verwaltungsvereinfachung in der Regierung der Französischen Gemeinschaft (Föderation Wallonie-Brüssel) unter Ministerpräsident Rudy Demotte (PS).
Innerhalb der PS, war Flahaut zuerst Mitarbeiter (seit 1979), dann von 1989 bis 1995 Direktor des Studienzentrums „Emile Vandervelde“ (IEV). Zur gleichen Zeit übernahm er auch den Vorsitz des Office de la naissance et de l’enfant (ONE), dem wallonischen Amt für Geburten und Kleinkinder. Seit 1993 ist er Vorsitzender der sozialistischen Krankenkasse von Wallonisch-Brabant. Schließlich war Flahaut Vize-Präsident der PS.
Auf lokaler Ebene war André Flahaut weniger erfolgreich. Obwohl er sich mehrere Male als Bürgermeisterkandidat zuerst in der Gemeinde Walhain, dann in den Städten Wavre und Nivelles positionierte, bleibt ihm dieses Amt bis heute verwehrt.

## Ehrungen
Flahaut ist Kommandeur des Leopoldsordens. Seit dem 7. Dezember 2009 trägt er den Ehrentitel „Staatsminister“.

## Übersicht der politischen Ämter
- 1982 – 1994: Mitglied des Gemeinderates in Walhain
- 1987 – 1991: Mitglied des Provinzialrates der Provinz Brabant
- 1994 – 1995: Mitglied des Wallonischen Parlaments
- 1994 – 2005: Mitglied des Gemeinderates in Wavre
- 1994 – heute: Mitglied der föderalen Abgeordnetenkammer (teilweise verhindert)
- 1995 – 1999: Föderaler Minister für das öffentliche Amt in der Regierung Dehaene II
- 1999 – 2007: Föderaler Minister der Landesverteidigung in den Regierungen Verhofstadt I und Verhofstadt II
- 2006 – heute: Mitglied des Gemeinderates in Nivelles
- 2010 – 2014: Präsident der Abgeordnetenkammer
- 2014 – heute: Minister der Französischen Gemeinschaft für den Haushalt, den Öffentlichen Dienst und die Verwaltungsvereinfachung